# VISUAL SHOCK
VISUAL SHOCK（ビジュアル・ショック）はテレビ東京系列などで放送されていた音楽番組。2007年4月5日から2008年4月4日まで木曜日深夜（金曜日未明）1：30～2：00に放送（深夜1時台の番組としては異例の系列局同時刻ネット）されていた。

## 概要
ヴィジュアル系のミュージシャンおよびムーヴメントを扱った番組。

## ミニコーナー

### NEWSHOCK
ミュージシャンのCDリリース情報や、ライブ情報を提供する。ミュージシャンのミュージックビデオが流れる場合もある。

### vixi
ミュージシャンが、ライブ中のオフショットなどといった自身のプライベートな情報を投稿するコーナー。フィルムのコマにミュージシャンが投降した写真がはめ込まれ、投稿文がタイプされるという構成になっている。

## スタッフ
- ナレーション：浅井博章

| テレビ東京 木曜25:30～26:00枠（2007年4月～2008年4月） | テレビ東京 木曜25:30～26:00枠（2007年4月～2008年4月） | テレビ東京 木曜25:30～26:00枠（2007年4月～2008年4月） |
| 前番組                                                | 番組名                                                | 次番組                                                |
| ----------------------------------------------------- | ----------------------------------------------------- | ----------------------------------------------------- |
| シネマ通信                                            | VISUAL SHOCK                                          | アリケン                                              |

| スタブアイコン | サブスタブ | この項目は、まだ閲覧者の調べものの参照としては役立たない、テレビ番組に関連した書きかけの項目です。この項目を加筆・訂正などしてくださる協力者を求めています（P:テレビ/PJ:放送または配信の番組）。 |